# Francisco Delich
Francisco José Delich (Córdoba, 1937-Buenos Aires, 20 de mayo de 2016) fue un sociólogo y educador argentino. Delich es uno de los pioneros del pensamiento democrático contemporáneo en América Latina, y uno de los líderes de las ciencias sociales de la región en el último cuarto del siglo XX. Fue director de la Revista Crítica y Utopía desde 1978, impulsando la reflexión sobre el cambio hacia la democracia en la región. Secretario ejecutivo del Clacso, desde donde apoyó la innovación para pensar la democracia. En Argentina, además de su vasta producción sociológica, contribuyó decisivamente a la calidad de la democracia argentina instaurada en 1983. Fue rector normalizador de la Universidad de Buenos Aires (UBA) entre 1983 y 1985, y de la Universidad Nacional de Córdoba (UNC) entre 1989 y 1995. Previamente, se había desempeñado como Secretario de Educación de la Nación entre 1986  y 1987 durante el gobierno de Raúl Alfonsín.

## Carrera
Egresó como Abogado de la Universidad Nacional de Córdoba, y en 1968 obtendría Un diploma de estudios avanzados en la Universidad de París, asistiendo a los cursos de Raymond Aron, Henri Lefebvre, Alain Touraine y Lucien Goldman, entre otros.  En 1970 terminó de escribir en Tolouse su libro sobre el Cordobazo, Crisis y Protesta Social, que se convirtió en un clásico de los estudios sobre el tema (cuatro ediciones).  En 1971 obtuvo el doctorado en Derecho y ciencias sociales, en su alma mater, la Universidad nacional de Córdoba.
<references group=> Torres, Esteban y Russo, Juan (2018) Francisco Delich y América Latina, Buenos Aires, CLACSO (https://www.clacso.org/francisco-delich-y-america-latina/) [consultado el 5 de agosto de 2020]" />
Fue nombrado Rector normalizador de la UBA en 1983 durante el Gobierno de Raúl Alfonsín. Durante su gestión  la Universidad recuperó la autonomía universitaria y el gobierno tripartito, y su primera medida como Rector fue eliminar el arancelamiento universitario. También se crearon las carreras de ciencia política. Como estrategia de incorporación masiva a la universidad se creó el Ciclo Básico Común (CBC) en 1985. En aquel momento afirmó que se trataba de «el primer paso de la reforma pedagógica que se ponía en marcha en la universidad».
Como rector de la Universidad Nacional de Córdoba se estableció el arancel como contribución voluntaria por parte de quienes podían aportar al financiamiento de la institución. Fundó el Centro de Estudios Avanzados (institución interdisciplinaria de posgrado) y la Biblioteca José Aricó de la UNC. Fue Constituyente en la Reforma Constitucional de 1994, como representante de la Unión Cívica Radical, por Córdoba, aportando con el artículo sobre habeas data. Su hijo Andrés Delich se desempeñó como ministro de Educación del presidente Fernando de la Rúa. En aquel tiempo, Francisco Delich dirigió la Biblioteca Nacional.
Fue presidente del Consejo Superior de FLACSO, desde donde escribió su importante Repensar América Latina. En sus últimos años, se desempeñó como director fundador y profesor de los programas de doctorado en Estudios Sociales de América Latina y Posdoctorado de ciencias sociales, pertenecientes al Centro de Estudios Avanzados de la UNC. Falleció el 20 de mayo de 2016.
DISTINCIONES
- Doctor honoris causa - Universidad Mayor de San Marcos - Lima, Perú (1991)
- Doctor honoris causa - Nottingham University - Inglaterra (1993)
- Doctor honoris causa - Soka University - Tokio, Japón (1994)
- Condecorado con Les Palmes Academiques - Gobierno de Francia 1985.
- Condecorado por S.M. el Rey de España, 1986.
- Condecorado por el Gobierno de Italia (1991) por su contribución a la educación.
-Condecorado por el Gobierno Italiano- Orden al mérito (2000)
PUBLICACIONES DE FRANCISCO DELICH
Artículos
- La crisis de nuestra era en P.Sorokin, 1.er curso de temporada en la Universidad Nacional de Córdoba,
Premio a la mejor monografía. Revista de la Universidad, 1960.
- Consideraciones en torno al censo de Ciencias Químicas (en colaboración), Boletín del Instituto de
Sociología, Córdoba, 1962.
- La formation de l´ideologie et du mouvement peroniste en Argentine, memoria presentada al Institut des
Hautes Etudes de L´Amerique Latine, 1964, 120 páginas.
- La teoría de la revolución en F.Fannon. Pasado y Presente Nro. 4. Córdoba 1964.
- Los que mandan (crítica de Imaz). Pasado y Presente Nro.5. Córdoba, 1965.
- Gaullisme Francais y golismo argentino. Pasado y Presente N.º 7.
- A.Jauretche, El Medio Pelo, Revista Latinoamericana de Sociología, N.º 2, 1967.
- Respuesta. Revista Latinoamericana de Sociología N.º 1, 1968.
- El Plan como proyecto de acción social. Segundo Congreso Internacional de Economía, 1966.
- Dimensiones e indicadores para el estudio de las actitudes hacia la Reforma Agraria en grupos sociorurales,
Instituto de Matemática y Estadística, 1970.
- La Sociología de Alain Touraine. Los Libros Nro.9, 1970.
- Neoperonismo, actualite et perspectives (en colaboración con el Prof. Romain Gaignard.
Documentation Française, París, 1970).
- Sociopopulismo, Sociología y dependencia en Touraine et.al. Ciencias Sociales: Ideología y Realidad
Nacional. Editorial Tiempo Contemporáneo, Buenos Aires, 1970.
-Estructura agraria y tipos de acción y organización campesina, incluida en J.H.Marsal (comp.),
Argentina conflictiva. PAIDOS, 1972.
- Hacia una teoría de las diferencias entre clases en América Latina, Papers N.º 4, Barcelona, 1975.
- Política Científica y Sociedad de Clases. Revista Ciencia Nueva, Buenos Aires.
- Líderes o ideología en un sindicato de empleados de banco. Grupo de Trabajo de Desarrollo Cultural,
CLACSO, 1972 (en colaboración con Marta Slemenson/ Nidia Fontán).
- Cordobazo. Diccionario de Ciencias Sociales de UNESCO.
- Sociopopulismo, ídem anterior.
- Asociación de Intereses en Perú. Incluido en el informe técnico del Proyecto PER 71-550, PNUD-OIT,
Lima, 1976.
- Para el análisis de los fenómenos sociopolíticos coyunturales. Premisas y Perspectivas. Revista
Mexicana de Sociología, 1980.
- Historie et developement: l´homme su dessous de la melée. UNESCO, 1981.
- Después del diluvio, la clase obrera (incluido en el volumen compilado por Alain Rouquie - Argentina
hoy - SIGLO XXI, México, 1981.
- Transformación agraria, movilización social e impacto sobre la cultura campesina. Documento de
referencia elaborado para CEPAL, octubre 1980.
- Las condiciones sociales de la democracia. Crítica & Utopía Nro.7, Buenos Aires, 1982.
- Teoría y práctica de la política en situaciones de dictadura. Crítica & Utopía Nro.8, Buenos Aires, 1982.
- Religión y Sociedad en América Central (Mimeo, Florencia 1982), publicado en italiano.
- La cooperación democrática en las ciencias sociales.
- Sociedad Civil y Desarrollo. Revista Paraguaya de Sociología Nro.51, junio/ septiembre 1981. Asunción,
Paraguay.
- Globalizzazione, mutamento sociale e sindicato in America Latina - ICIPEC - Sindicato e integrazzione
regionale - Europa e America Latina, due casi a confronto (Edición a cargo de R.Gritti y G.Lauzi) Roma,
1994.
- La Construcción de Legitimidad Política en Procesos de transición a la democracia. Crítica & Utopía
Nro.9. Buenos Aires. 1983.
- La Metáfora de la Sociedad Enferma. Crítica & Utopía. Buenos Aires 1983.
- De la democracia como necesidad a la democracia como condición. Crítica & Utopía. Buenos Aires
1985.
- La democracia como orden posible. Crítica & Utopía. Buenos Aires 1988.
- Nuevas Críticas y Otras Utopías. Crítica & Utopía. Buenos Aires. 1989.
- La Comunicación de la Opacidad. Crítica & Utopía. Córdoba 1990.
- La Disputa por la Nación. Crítica & Utopía. Buenos Aires. 1989.
-Un processo qui non consente ritorno. Incluido en Arela, Il mercato possibile, sindicati, globalizzazione
Mercosur e CEE. Rubbertino Editore. Roma. 1995
- Equality and Equity: Metaphors and Policies incluido en Mc Quirk and Mask Millington Inequality and
Difference in hispanic and Latin American Cultures. The Edwin Mellen Press. Reino Unido. 1995.
- Los mitos argentinos. Estudios Sociales. Santa Fe. Año 3. Nro.4. 1993
- La memoria y sus desencuentros. Estudios. Centro de Estudios Avanzados. Universidad Nacional de
Córdoba. 1994.
- De artes y elites. Diario La Prensa. Buenos Aires. Marzo 1993
- Qué cosa es la belleza?, no lo sé. Diario La Prensa. Buenos Aires, 1993
- Ética y Estética del común. Diario La Prensa. Buenos Aires. 1993
- Dinosaurios e ideología. Diario La Prensa. Buenos Aires. 1993
- Un mundo de intersecciones. Instituto Italiano de Cultura. Córdoba 1994
- Estado y Mutación Urbana. Notas desde el Sur, Nro. 21. Córdoba 1994
- Ciencia y Universidad en el siglo. El Psicoanálisis en el siglo, Alianza Francesa, Córdoba 1993
- El Proyecto Educativo. Incluido en anales de la Cátedra de Proyecto Nacional. Tandil. 1984.
- La crisis de lo Stato del Petrolio. Views. Roma 1992
- Agenda educativa para una década. Revista interamericana de Desarrollo Educativo. Nro. 106. Año
XXXIV. 1990
- Gestionar la transformación para construir la calidad universitaria. Incluido en UIA. Universidades
Gestión y evaluación de la calidad de la enseñanza. Buenos Aires. 1993.
LIBROS
- Crisis y Protesta Social - Ediciones Signos, Buenos Aires 1970.
- Tierra y Campesino en Tucumán. Ediciones Signos, Buenos Aires, 1970.
- Crisis y Protesta Social - 2.ª edición ampliada. SIGLO XXI, Buenos Aires 1974.
- Crisis y Protesta Social - 3.ª edición con Introducción. Universidad Nacional de Córdoba 1994.
- Crítica y autocrítica de la Razón Extraviada. El Cid Editor. Buenos Aires 1978.
- Metáforas de la Sociedad Argentina. Sudamericana 1986.
- Megauniversidad. EUDEBA. 1986
- La Invención de la Universidad - Tomo I. FUCADE. Buenos Aires 1987
- La Invención de la Universidad - Tomo II. EUDECOR. Córdoba 1990
- La Invención de la Universidad - Tomo III. EUDECOR. Córdoba 1992
- La Invención de la Educación. Editorial Latinoamericana. Córdoba 1993
- El desempleo de masas en la Argentina. En edición. 1997.
- La crisis en la crisis. Editorial Eudeba. Buenos Aires. 2002.
- Repensar América Latina. Editorial Gedisa. Barcelona. 2004.
-Sociedades Invisibles Editorial Gedisa, Barcelona 2006
-Marx (comp.) Ensayos Plurales. Editorial Comunicarte.Córdoba, Argentina 2012
-Memoria de la sociología Argentina 1950-2010. Editorial Alción Córdoba Argentina 2013
- 808 días en la Universidad de Buenos Aires. Eudeba, Buenos Aires
-Para una sociología de la subjetividad», en Delich, F. (coord.), Muerte del sujeto y emergencia subjetiva, Comunicarte, Córdoba, 2014.  
-Megalópolis. Política y vida cotidiana en Buenos Aires, Eudeba, Buenos Aires, 2017.  
-con Juan Russo, Construyendo teoría, construyendo ciudadanía, Prometeo, Buenos Aires, 2017.
-Visitando a los padres fundadores de la sociología económica, en Delich, F. y De Pablo, J.C. (coords.), Economía, política y sociedad. Smith, Ricardo, Marx, Keynes, Schumpeter, Prebisch, Comunicarte, Córdoba, 2017.